# イスラエル・ベン・エリエゼル

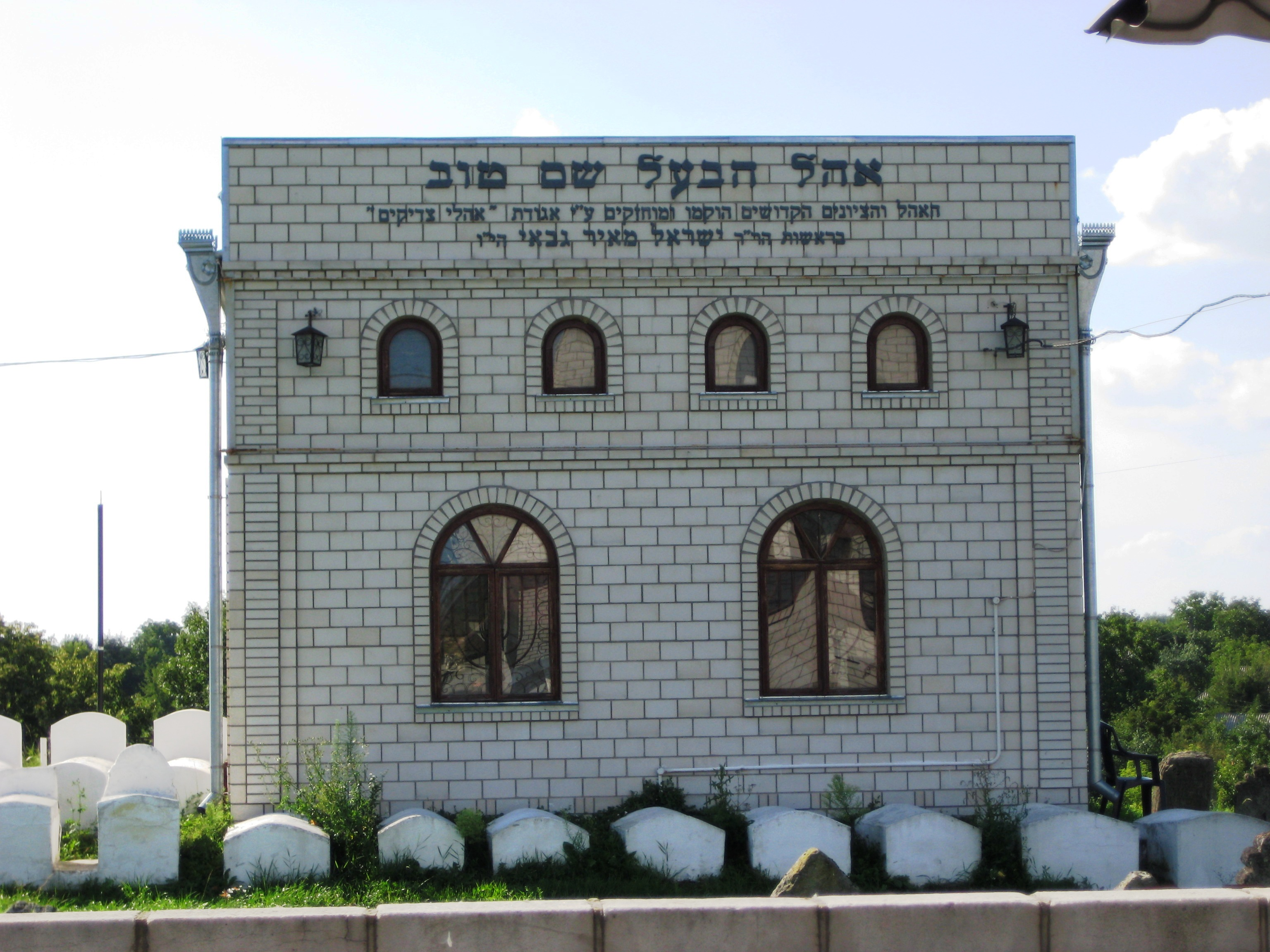
ウクライナに建つラビ（レベ）・イスラエル・ベン・エリエゼルのオーヘル

ラビ（レベ）・イスラエル・ベン・エリエゼル（Rebbe(rabbi) Yisroel ben Eliezer, ישראל בן אליעזר、(Yiśrā’ēl bēn ’El‘āzâr), 1698年ガリチア東端（現ウクライナ・テルノピリ州の廃墟）・ホティン近郊聖三位一体砦 - 1760年5月22日 ガリチア・ミェンヅィブシュ Międzyborz）はハシディズムの創始者とされる、汎神論的な立場を取ったユダヤ教思想家。バアル・シェム・トーブ（הבעל שם טובBa‘al Šem T‘ōbh）の名で活躍し、略称はהבעש"טベシュト（BEŠT）。
ベシュトの生涯は彼の弟子ポロンのヤコブ・ジョゼフ(Jacob Joseph of Polonne)や彼の伝説が書かれたShivḥei ha-Beshtに纏められている。
彼の信条の中心はデベクートによる神との直接の接触である。デベクートによる神聖の獲得は、人間のすべての行動や起床している全ての時間に注入される。ヘブライ文字と言葉により行われる祈りもとても大事とされる。彼の教義を信じる人は、彼をダビデ王朝の系統の人間だと考えている。

## 生い立ち
イスラエルはウクライナ東部のオコピー(Okopy)で生まれた。父はエリゼル、母はサラで貧しい一家だった。
1703年、イスラエルは5歳の時に孤児になり、ユダヤ人のコミュニティで育てられた。彼はヘデル(ユダヤ人の小学校)の授業が終わると、よく村の回りの野原や森を歩いた。1710年、彼はヘデルを卒業すると、ヘデルで教師の手伝いを始めた。1712年頃から、地元のシナゴーグの管理人をすることになった。
18歳頃から彼は貧しいユダヤ人の子供を教育する運動のリーダーをするようになった。
彼はサラと結婚したが、収入は粘土や石灰を周囲の村に届ける仕事で貧しかった。

## 参考資料
- The chief source for Besht's biography is Baer (Dob) b. Samuel's Shibchei ha-Besht, Kopys, 1814, and frequently republished.
- For Besht's methods of teaching, the following works are especially valuable: Jacob Joseph ha-Kohen, Toledot Ya'akob Yosef;
- Likutim (Likut)... a collection of Hasidic doctrines; the works of Baer of Meseritz.
- Critical works on the subject are: Dubnow, Yevreiskaya Istoria, ii. 426-431;
- idem, in Voskhod, viii. Nos. 5-10;
- ハインリヒ・グレーツ Grätz, Gesch. der Juden, 2d ed., xi. 94-98, 546-554;
- イザーク・ヨースト Jost, Gesch. des Judenthums und Seiner Sekten, iii. 185 et seq.;
- A. Kahana, Rabbi Yisrael Ba'al Shem, Jitomir, 1900;
- D. Kohan, in Ha-Sh. ;ar, v. 500-504, 553-554;
- Rodkinson, Toledot Ba'ale Shem-Tov;ob, Königsberg, 1876;
- ソロモン・シェヒター Schechter, Studies in Judaism, 1896, pp. 1-45;
- Zweifel, Shalom 'al-Yisrael, i.-iii.;
- Zederbaum, Keter Kehunah, pp. 80-103;
- Frumkin, 'Adat ...;..hasidim, Lemberg, 1860, 1865 (?);
- イズレイル・ザングウィル Zangwill, Dreamers of the Ghetto, pp. 221-288 (fiction).K. L. G.